# ニホンアカガエル
ニホンアカガエル（日本赤蛙、Rana japonica）は、両生綱無尾目アカガエル科アカガエル属に分類されるカエルの一種。

## 分布
日本の固有種で、本州（岩手・秋田県以南）から九州、隠岐、壱岐、大隅諸島などに分布している。また、八丈島（伊豆諸島）に人為的に移入されている。

## 形態
体長は3cmないし7.5cm。体色は赤褐色で、背中の左右の黄色い筋が真っ直ぐ平行に通っている。オタマジャクシの背中には一対の黒斑がある。

## 生態
単独で生活。普段は草むらや森林、平地、丘陵地等の地上で暮らす。昆虫やクモ類を食料とする。冬眠をするが、暖かい時は真冬も活動する。
産卵は他のカエルより早く、1月から始まり、時には12月でも産卵する。産卵数は500-3000卵ほど。産卵場所は水田（湿田）や湿地。繁殖期が終わると再び斜面林の落ち葉等に潜り5月頃まで冬眠する。

## 生息数の減少
近年の水田周辺の水路整備に伴うコンクリート製水路による生息域の分断、圃場整備に伴う冬期の乾燥化やなどの環境変化により、カエル類の生息数が減少しているが、本種はその影響を非常に強く受ける。

## 近縁種
ヤマアカガエルとは、形態的にも生態的にもよく似ている。産卵場所では入り交じる例もあるというが、一般的には本種が平地に、ヤマアカガエルが山間部に生息する。ただし、近年の水田周辺の環境変化により、カエル類の生息数が減少している。本種はその生息環境がその区域に強く重なるため、その影響を非常に強く受けるのに対して、山間部のヤマアカガエルは比較的その影響を受けない。そのため、本種が数を減らしており、ヤマアカガエルばかりが見られる傾向がある。

## 人間との関係
ヤマアカガエルと同じく、かつては食用にする地方があった。